# Зельц
Зельц (нім. Зельц) — річка в Німеччині, протікає по землі Рейнланд-Пфальц, ліва притока Рейну. Площа басейну річки становить 389,059 км². Загальна довжина річки 63 км. Висота витоку 327 м. Висота гирла 80 м.
Річкова система річки — Рейн.
| Німеччина | Це незавершена стаття з географії Німеччини. Ви можете допомогти проєкту, виправивши або дописавши її. |